# Intrepido (D 571)
«Інтрепідо» (італ. Intrepido (D 571)) — ескадрений міноносець з керованим ракетним озброєнням типу «Імпавідо» ВМС Італії  2-ї половини XX століття.

## Історія створення
Ескадрений міноносець «Інтрепідо» був закладений 16 травня 1959 року на верфі «Ansaldo» в Ліворно. Спущений на воду 21 жовтня 1962 року, вступив у стрій 28 липня 1964 року.

## Історія служби
Після вступу у стрій ескадрений міноносець «Інтрепідо» базувався в Ла-Спеції. За час служби здійснив низку походів, у тому числі міжнародні. У 1975 році був перебазований в Таранто.
Наприкінці 1970-х років корабель пройшов модернізацію, під час якої було замінене радіоелектронне обладнання та озброєння.
На початку 1990 років корабель вже був морально застарілим, його утримання чи модернізація були недоцільними, і у 1991 році він був виключений зі складу флоту. Розібраний у 2000 році.